# Віктор Монтаньйо
Віктор Монтаньйо (ісп. Víctor Hugo Montaño, нар. 1 травня 1984, Калі) — колумбійський футболіст, що грав на позиції нападника, зокрема за низку французьких клубних команд, а також за національну збірну Колумбії.

## Клубна кар'єра
Народився 1 травня 1984 року в Калі. Вихованець футбольної школи клубу «Мільйонаріос». Дорослу футбольну кар'єру розпочав 2003 року в основній команді того ж клубу.
Сезон 2004/05 провів в оренді у французькому «Істрі», після чого залишився у Франції, уклавши повноцінний контракт із друголіговим «Монпельє». Був гравцем основного складу команди і за чотори роки допоміг їй здобути підвищення в класі до Ліги 1, де відіграв за неї сезон 2012/13.
Протягом 2010–2013 років грав за іншого представника найвищого французького дивізіону, «Ренн», до якого перейшов за 6,5 мільйонів євро, після чого на півтора року повертався до «Монпельє».
2015 провів декілька ігор за месиканську «Толуку», після чого грав на батьківщині за «Онсе Кальдас», у Бахрейні за «Аль-Ріффу» та в Сальвадорі за ФАС.
Завершував ігрову кар'єру на батьківщині у друголіговій команді «Орсомарсо», за яку виступав протягом 2019—2020 років.

## Виступи за збірні
Протягом 2000–2003 років залучався до складу молодіжної збірної Колумбії. На молодіжному рівні зіграв у 14 офіційних матчах, забив 5 голів. Був учасником молодіжного чемпіонату світу 2003 року, де відзначився двома забитими голами, а його команда виборола бронзові нагороди.
2008 року провів одну гру у складі національної збірної Колумбії.
| Дата      | Місто  | Господарі | Результат | Гості    | Турнір           | Голи | Примітки |
| --------- | ------ | --------- | --------- | -------- | ---------------- | ---- | -------- |
| 26-3-2011 | Мадрид | Еквадор   | 0 – 2     | Колумбія | товариський матч | -    | 63'      |
| Усього    |        | Матчів    | 1         |          | Голів            | 0    |          |